# Kastilianska skiljebergen
Kastilianska skiljebergen (spanska Sistema Central) är en bergskedja som ligger i mitten av Iberiska halvön, och som har en väst-östlig riktning i den västra delen och en sydväst-nordostlig riktning i den östra delen. Bergskedjan är ca 600 km lång och cirka 30 km bred och sträcker sig från mitten av Portugal till Iberiska kordiljäran (Sistema Ibérico), som ligger i den nordöstra centrala delen av Spanien. Det är den naturliga uppdelningen mellan Kastilien och León, i norr och Kastilien-La Mancha, Madrid och Extremadura i söder. Den delar också den centrala platån (Meseta central) i Submeseta Norte i norr och Submeseta Syd i söder. Med några få undantag utgör bergskedjan en vattendelare mellan avrinningsområdena för floderna Duero och Tajo.
Den högsta bergstoppen är Pico Almanzor (2 592 m) som ligger i Sierra de Gredos. Bergskedjan delar upp sig i mindre bergskedjor som skiljs åt genom bergspass och breda dalar. Av dessa är de mest betydande (räknat från väster till öster): Serra da Estrela (Portugal), Sierra de Gredos, Guadarrama och Sierra de Ayllón. De framträdande bergen i Iberiska kordiljäran har en relativ höjd av 1 200 meter och en bas som pendlar mellan 500 och 1200 meter.

## Galleri

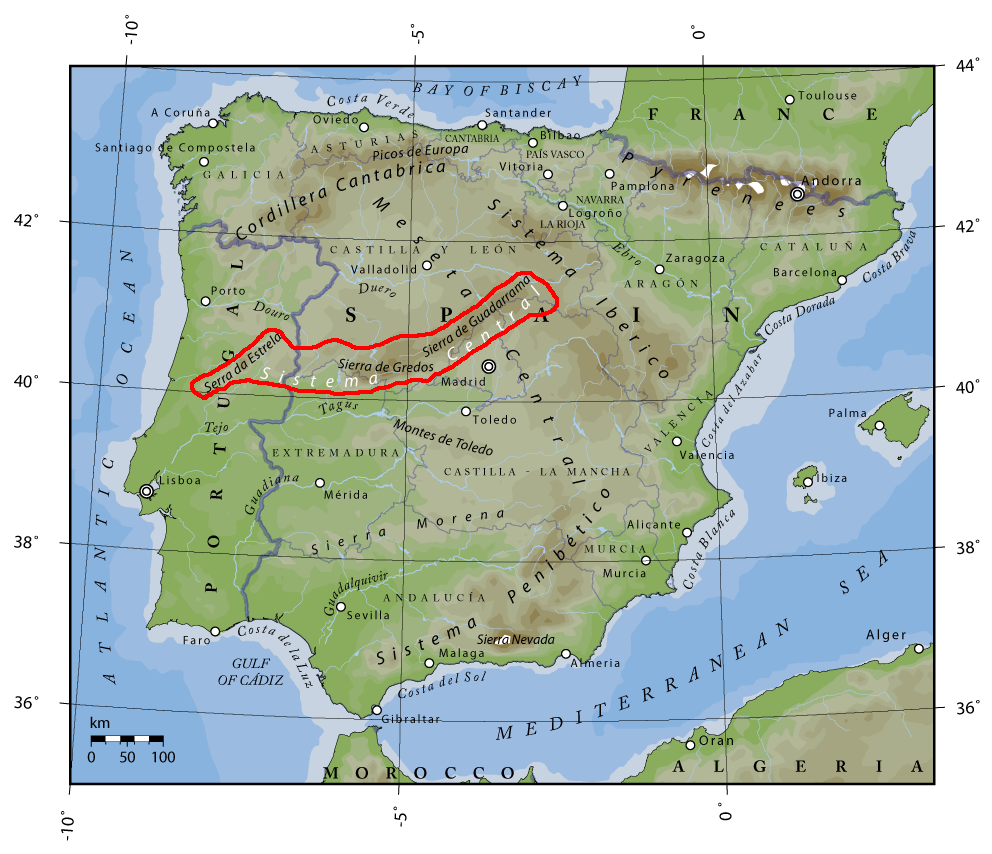
Kastilianska skiljebergen (Sistema Central)

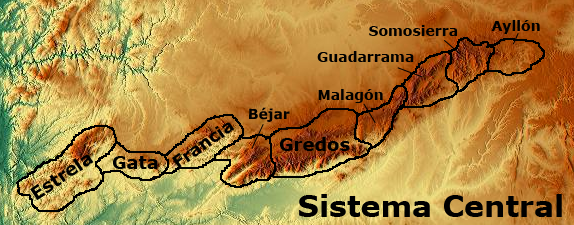
De viktigaste bergen i Sistema Central.

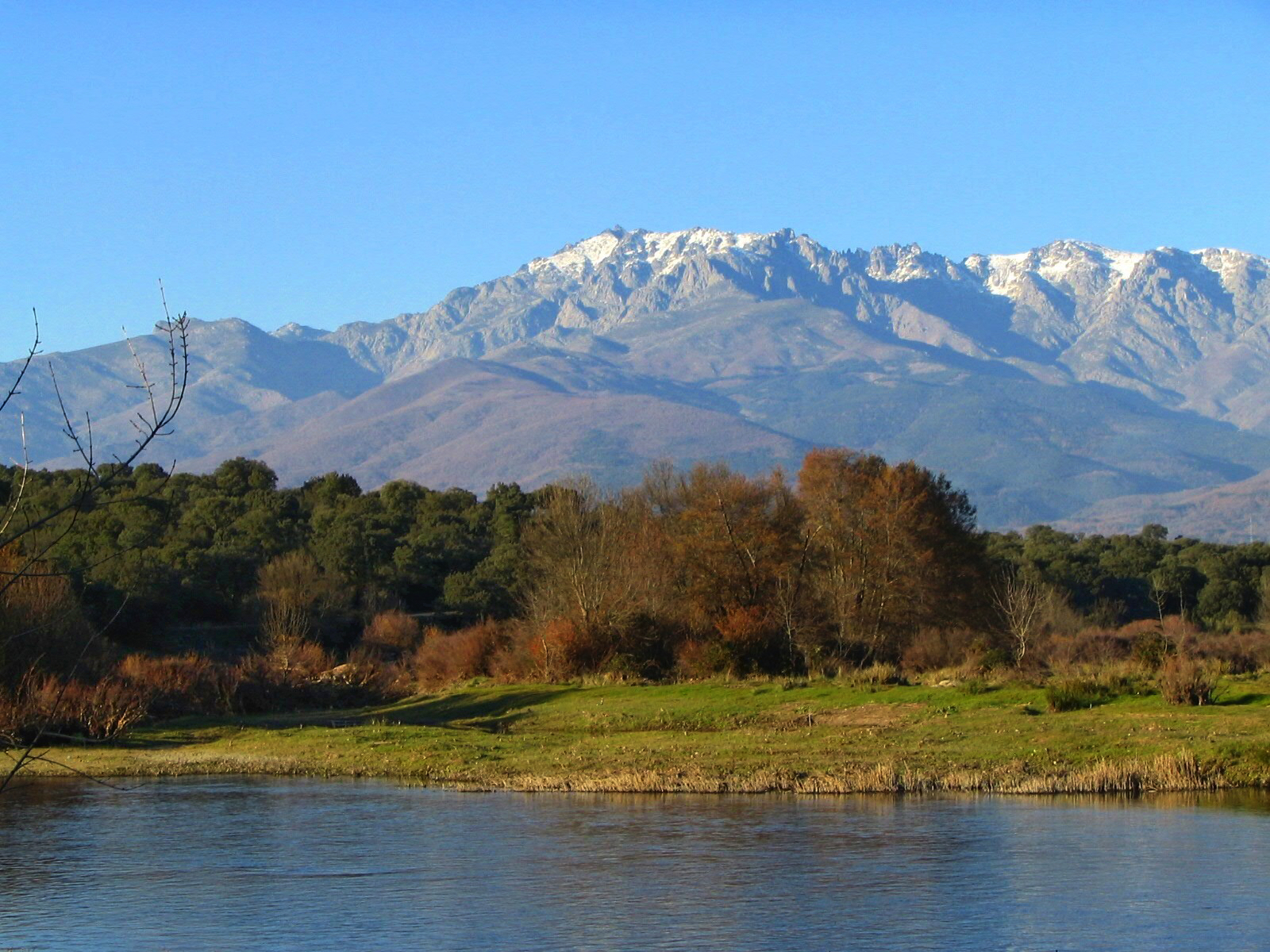
Pico Almanzor, den högsta bergstoppen i Sierra de Gredos och Sistema Central.

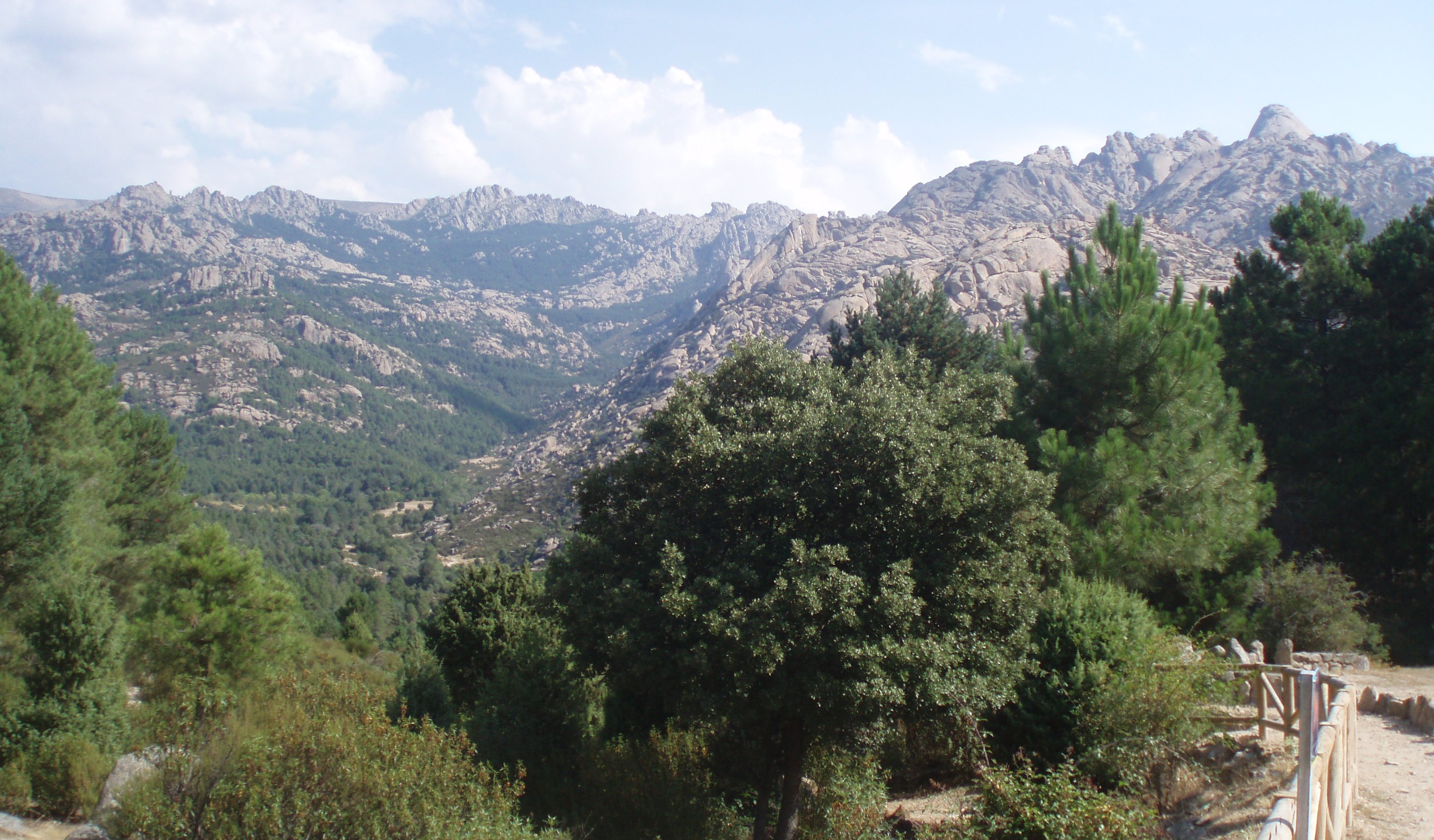
La Pedriza, en framträdande del av Sierra de Guadarrama (östra delen av Sistema Central).

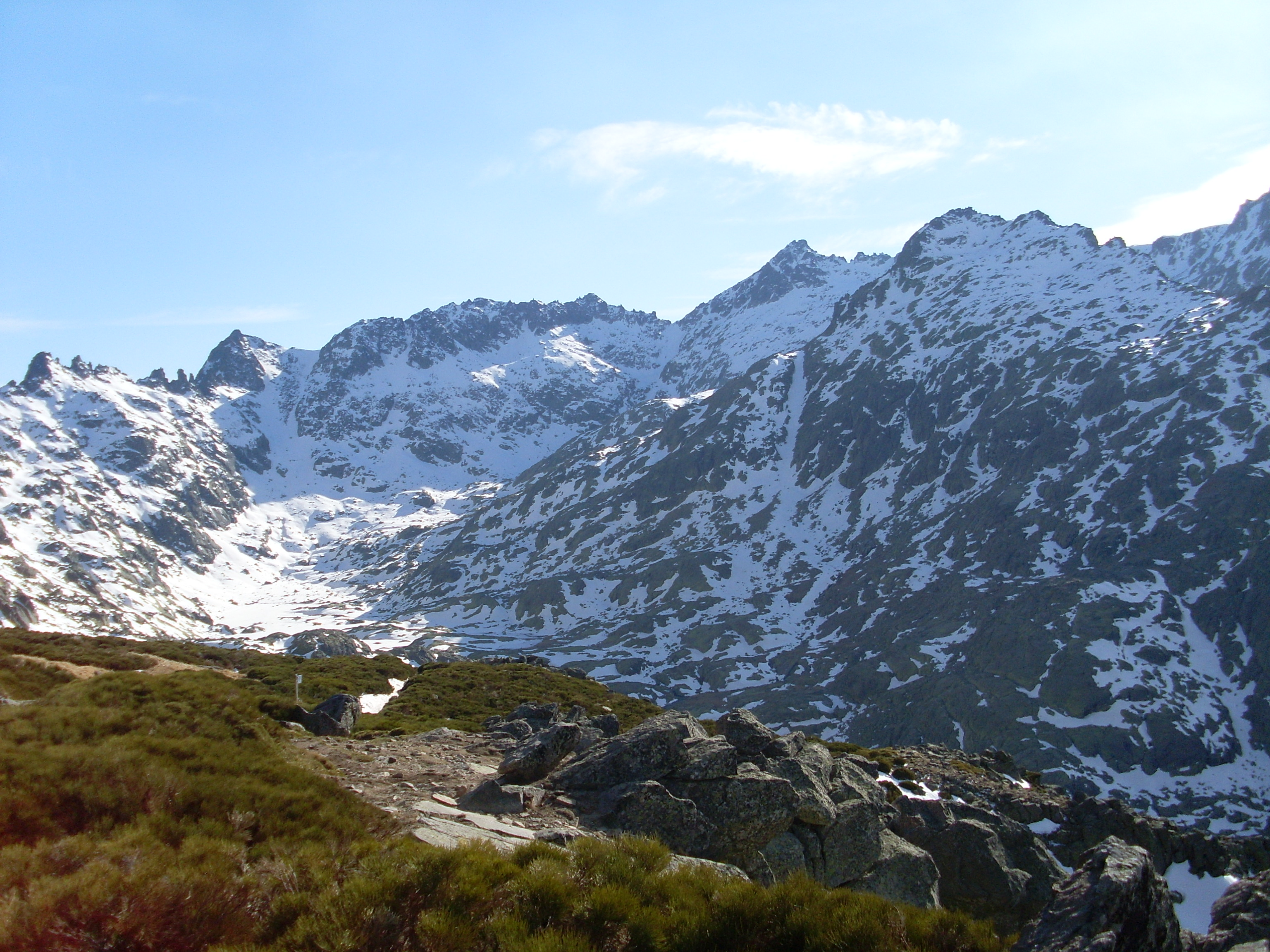
Circo de Gredos, i Sierra de Gredos. Det är också en av få glaciärformationer på bergskedjan

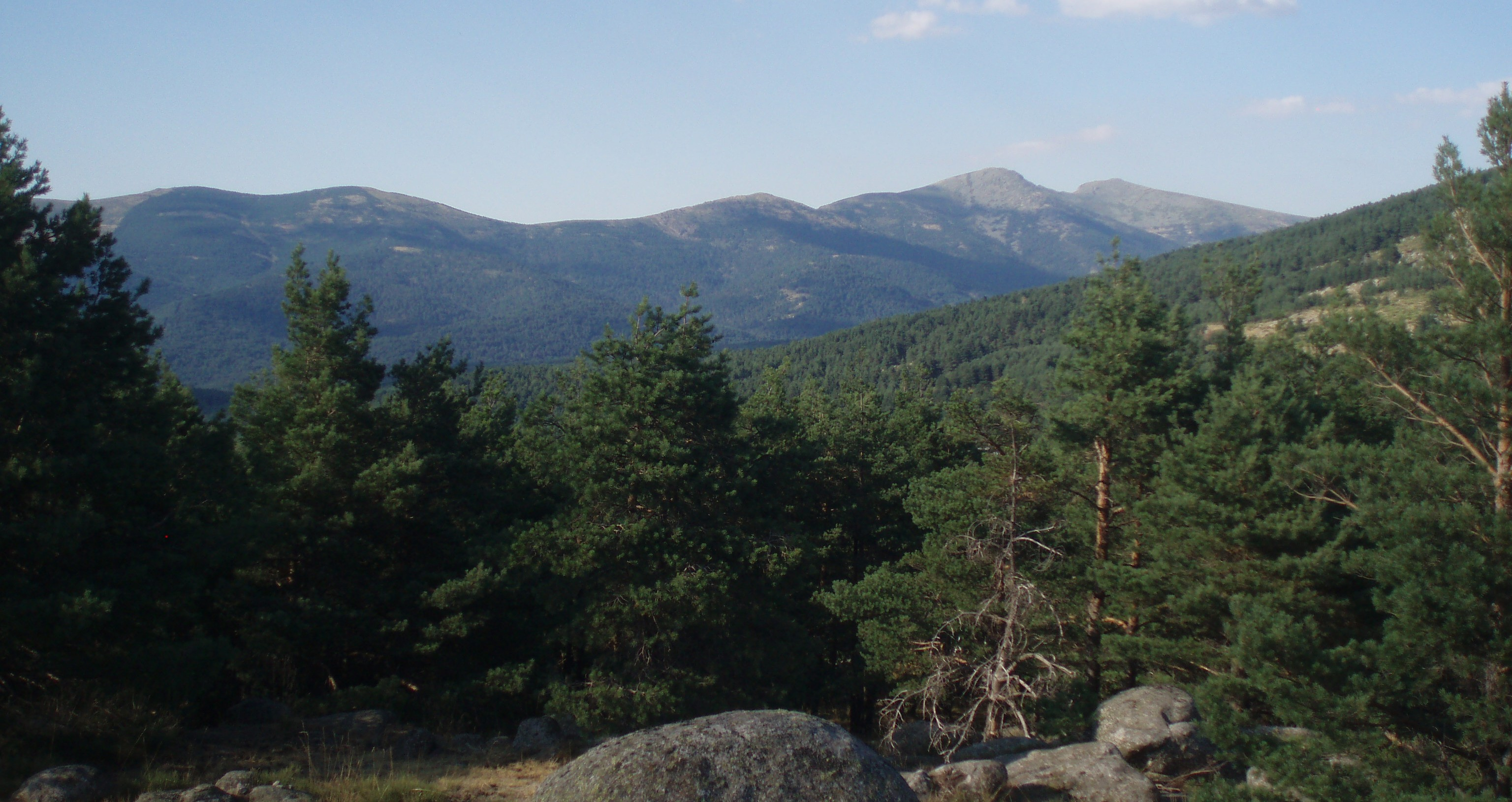
Valle del río Moros, i Sierra de Guadarrama.

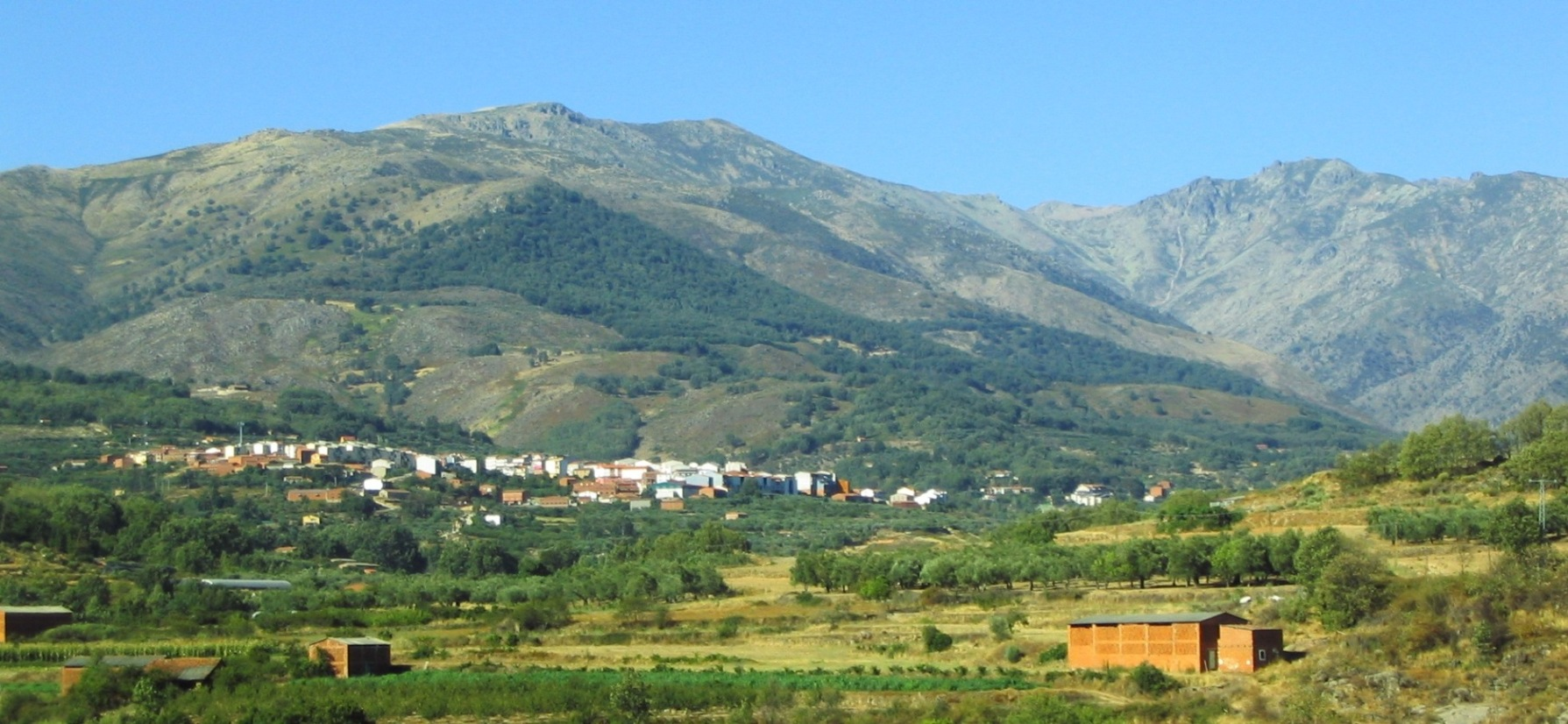
Aldeanueva de la Vera vid foten av Sierra de Gredos (i västra delen av bergskedjan).

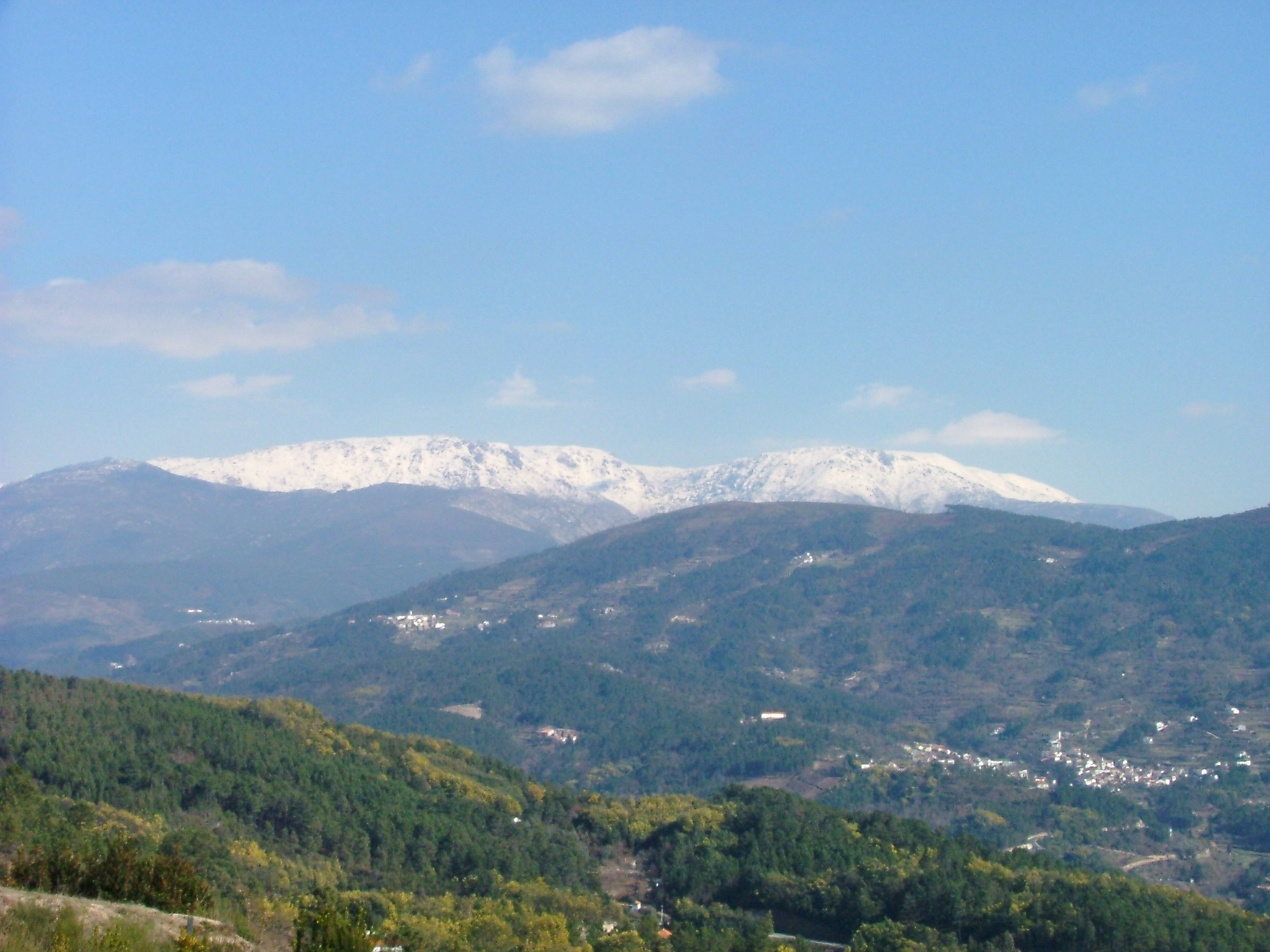
Vy över Serra da Estrela (Portugal), den delen i Sistema Central som ligger längst väster ut

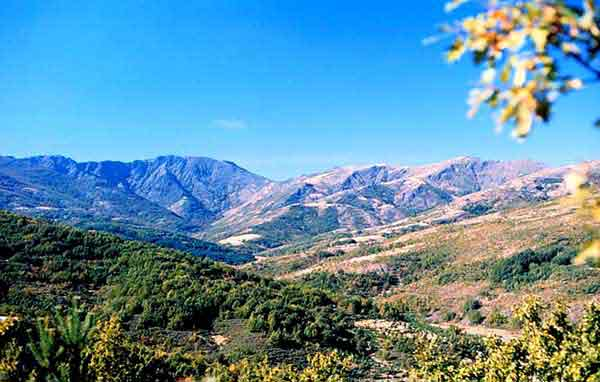
Sierra de Ayllón, den östligaste delen av Sistema Central.

## Bergstoppar
- Pico Almanzor (2 592 m)
- Peñalara (2 428 m)
- Pico del Lobo (2 274 m).